# Тесля Анатолій Андрійович

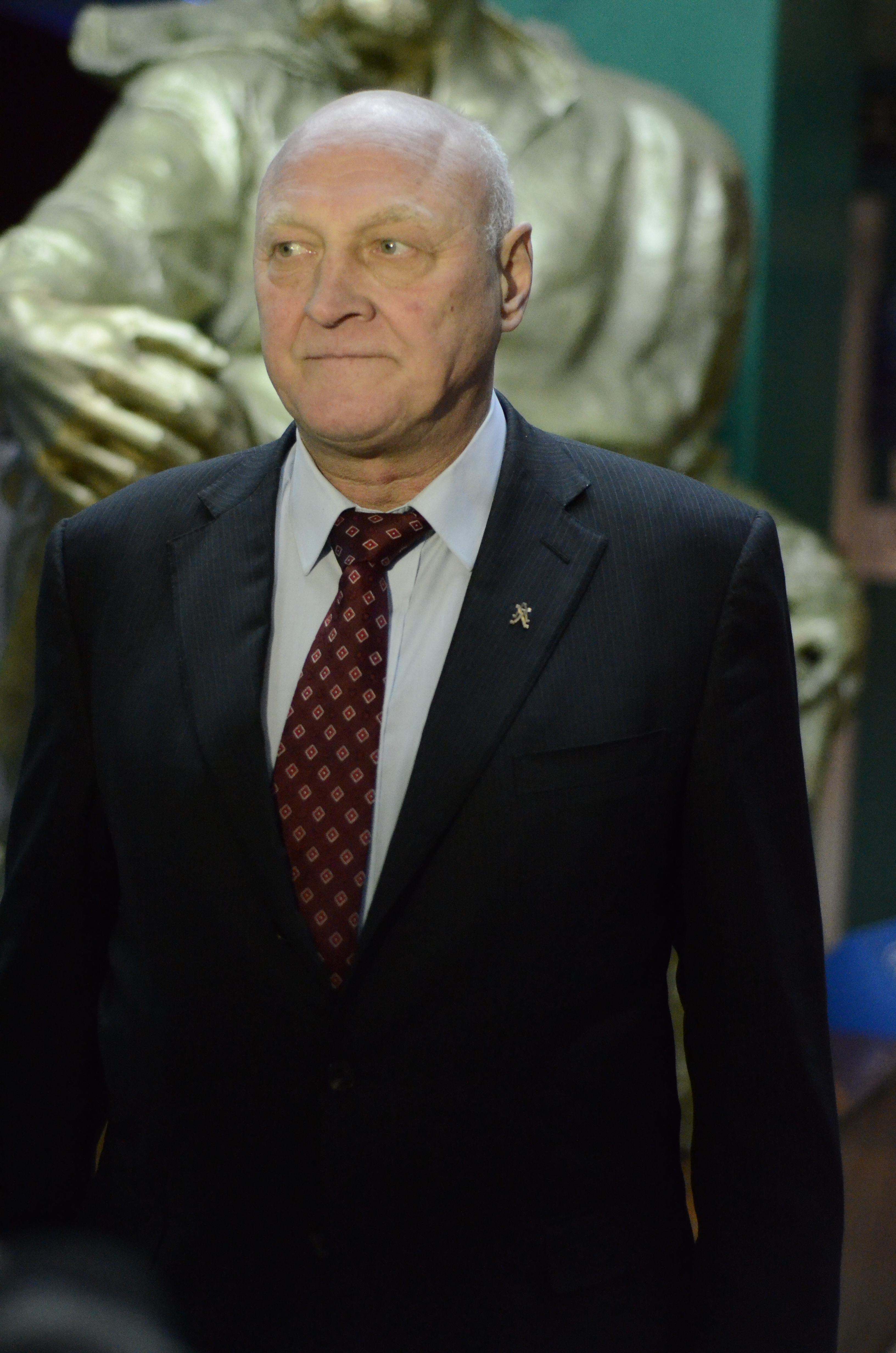
2012. Презентация фільму «ТойХтоПройшовКрізьВогонь» (фото Андрія Бутка)

Анатолій Андрійович Тесля (нар. 2 червня 1947) — філолог, економіст, директор Театру кіно імені Тараса Шевченка (м. Донецьк), академік Академії технологічних наук, член Національної спілки кінематографістів України. Заслужений працівник культури України (2006).